# Хюка, Яхмир
Яхмир Хюка (алб. Jahmir Hyka; род. 8 марта 1988, Тирана, Албания) — албанский футболист, левый и центральный полузащитник. Выступал за сборную Албании.

## Клубная карьера

### Начало карьеры
Хюка присоединился к юношеской академии клуба «Динамо» Тирана в возрасте 12 лет. Четыре года он играл за молодёжные команды, пока не перешёл в первую команду в 2004 году и стал объектом интереса ряда европейских клубов. Не сыграв за динамо ни одного официального матча, Хюка отправился в норвежский «Русенборг» в 2005 году на правах аренды. В «Русенборге» он не смог пробиться в состав и не вышел ни разу на поле, лишь дважды попав в заявку на матч в августе и сентябре 2006 года.

### Греция и возвращение в Албанию
В 2007 году Хюка подписал контракт с греческим клубом «Олимпиакос». В «Олимпиакосе» он также не нашёл возможности пробиться в первую команду и перешёл на правах аренды в клуб «Тирана», тогдашний чемпион албанской Суперлиги. За «Тирану» Хюка отыграл полный сезон, забил два гола, однако клуб закончил сезон лишь шестым.

### Германия
Хорошая форма Хюки не осталась незамеченной. Хорватский клуб «Динамо» Загреб проявлял интерес, и Хюка был близок к переходу, но в итоге подписал трёхлетний контракт с немецким стороны «Майнцем 05».
В 2010 году, сыграв всего 13 матчей за немецкую команду (большинство из них, выходя на замену), Хюка снова сменил клуб и отправился за € 120000 в греческий «Паниониос».

### Албания
После трудного периода в Греции Хюка вернулся в Албанию, в клуб «Тирана», где когда-то хорошо проявил себя в аренде. Сделка была завершена 29 января 2011 года, в то время когда Хюка был ещё в Греции. Однако президент «Тираны» Рефик Халили незадолго до этого подписал молодого полузащитника сборной Бекима Балу, и Хюка был вынужден довольствоваться ролью резервиста.

### Швейцария
Летом 2011 года Хюка перебрался в швейцарский «Люцерн». Он забил свой первый гол за Люцерн в ничейном матче с «Янг Бойз», выйдя на замену. Фанаты «Люцерна» прозвали его «албанским Месси».

### США
3 февраля 2017 года Хюка перешёл в клуб MLS «Сан-Хосе Эртквейкс», подписав многолетний контракт. В американской лиге дебютировал 4 марта в матче первого тура сезона 2017 против «Монреаль Импакт», заменив Саймона Доукинса на 70-й минуте. 14 апреля в матче против «Далласа» забил свой первый гол в MLS. По окончании сезона 2018 «Сан-Хосе Эртквейкс» не стал продлевать контракт с Хюкой.

### Израиль
В январе 2019 года Хюка присоединился к клубу чемпионата Израиля «Маккаби Нетания», подписав контракт на полтора сезона.
6 февраля 2020 года подписал контракт с «Секция Нес-Циона».

## Карьера в сборной
Хюка дебютировал за албанскую сборную 13 октября 2007 года в отборочном матче против Словении. Он забил свой первый гол за Албанию в товарищеской игре против сборной Лихтенштейна 20 августа 2008 года, причем поразил ворота уже на 47-й секунде матча, забив самый быстрый гол в истории албанской сборной.

## Личная жизнь
Хюка имеет четырёх братьев и сестер. Он ревностный мусульманин и соблюдает все религиозные правила, в том числе намаз и пост в священный месяца Рамадан, и с 12 лет посещает мечеть.

## Достижения
Русенборг
- Чемпион Норвегии: 2006

 Олимпиакос
- Чемпион Греции: 2006/07

 Тирана
- Обладатель Кубка Албании: 2010/11